# Eupseudosoma immaculata
Eupseudosoma immaculata är en fjärilsart som beskrevs av Graef. 1887. Eupseudosoma immaculata ingår i släktet Eupseudosoma och familjen björnspinnare. Inga underarter finns listade i Catalogue of Life.